# 中央高地
中央高地為日本學校中地理教育的一個名詞，指本州中央部（中部地方）的山岳地帯。并沒有明確的範圍。
以下地區都是中央高地的定義之一
- 山梨縣、長野縣、岐阜縣的山岳地帯 [1][2]
- 山梨縣、長野縣、岐阜縣飛驒地方（大辞典NAVIX、信濃毎日新聞社 長野縣百科事典）[3][4]
- 山梨縣、長野縣、岐阜縣東濃地方（大辞典NAVIX、信濃毎日新聞社 長野縣百科事典）

這些地方在方言学及歷史上又被稱為東山地方。